# تسنگ شو-او
تسنگ شو-او (انگلیسی: Tseng Shu-o؛ زادهٔ ۶ سپتامبر ۱۹۸۴) بازیکن فوتبال اهل استرالیا است.
وی همچنین در تیم ملی فوتبال زنان تایوان بازی کرده‌است.